# Ceratomyxa insolita
Ceratomyxa insolita is een microscopische parasiet uit de familie Ceratomyxidae. Ceratomyxa insolita werd in 1960 beschreven door Meglitsch. 